# Farid Alakbarli
Farid Alakbarli, azer. Fərid Ələkbərli, ros. Фарид Алекперли (ur. 3 stycznia 1964 w Gandży, zm. 7 kwietnia 2021) – azerski uczony, doktor i profesor historii, specjalista w dziedzinie historii nauki, kulturologii i średniowiecznego manuskryptu medycznego, kierownik l Departamentu Informacji i Tłumaczeń Instytutu Rękopisów Narodowej Akademii Nauk Azerbejdżanu, prezes Azerbejdżańskiego Stowarzyszenia Historyków Medycznych (AAMH), delegat krajowy z Azerbejdżanu do Międzynarodowego Towarzystwa Historii Medycyny (ISHM), autor ponad 200 prac naukowych i edukacyjnych, w tym 23 książek i broszur w azerskim, tureckim, rosyjskim, angielskim, niemieckim i włoskim.

## Życiorys
Urodził się w Gandży, w rodzinie naukowców-biologów, i dorastał w Baku, stolicy Azerbejdżanu, gdzie przeprowadził się wraz ze swoimi rodzicami w wieku jednego roku. Ukończył szkołę średnią nr 134 (1981) w Baku i Bakijski Uniwersytet Państwowy (1986).
Był znaczącym badaczem historii medycyny w Azerbejdżanie. W 2005 Alakbarli utworzył pierwsze społeczeństwo w historii medycyny w tym kraju – Azerbejdżańskie Stowarzyszenie Historyków Medycznych (AAMH) i zorganizował w Baku pierwsze konferencje naukowe w tej dziedzinie w 2005 i 2006, a także jest autorem pierwszych książek w języku angielskim na temat historii medycyny i rękopisów medycznych w starożytnym i średniowiecznym Azerbejdżanie. Jest także autorem wielu książek w języku azerskim i rosyjskim, w których wiele problemów badana jest historia medycyny i średniowiecznych rękopisów medycznych.
W latach 2004 2005 był odpowiedzialny za program Pamięci Świata UNESCO w Instytucie Rękopisów w Baku. W dniu 29 lipca 2005 UNESCO oficjalnie włączyło trzy średniowieczne rękopisy medyczne z Instytutu Rękopisów  Azerbejdżańskiej Akademii Nauk do rejestru programu Pamięć Świata, który obejmuje najbardziej niezwykłe i niezastąpione pisemne zabytki ludzkości.
W latach 2011–2013 był pierwszym naukowcem z Azerbejdżanu, który przez długi czas pracował w tajnych archiwach watykańskich i w Watykańskiej Bibliotece Apostolskiej, gdzie odkryto cenne średniowieczne rękopisy związane z Azerbejdżanem

## Wkład naukowy

### Tradycyjna medycyna
Na podstawie badań średniowiecznych i nowożytnych źródeł (od X do XVIII wieku) w dziedzinie medycyny i farmacji  po raz pierwszy zidentyfikował i szczegółowo zbadał koncepcję ochrony zdrowia, która istniała w średniowiecznym Azerbejdżanie. Zidentyfikował i przestudiował główne cechy tej koncepcji: ochronę zdrowia poprzez ochronę środowiska (powietrza, gleby, wody), ochronę zdrowia poprzez właściwe zarządzanie mieszkaniami, zdrowe życie i zapobieganie chorobom (odżywianie, ćwiczenia, praca i odpoczynek, oraz regulacja emocji itp.), leczenie chorób (medycyna i farmacja). Zbadano i zidentyfikowano 724 gatunki roślin, 150 gatunków zwierząt, 115 gatunków minerałów stosowanych w tradycyjnej medycynie średniowiecznego Azerbejdżanu. Sporządzono listę i szczegółowy przegląd systematyczny badanych gatunków oraz informacje o ich właściwościach leczniczych. Zidentyfikowano i przeanalizowano informacje o 866 gatunkach leków wieloskładnikowych, ich klasyfikacyjnych postaciach dawkowania i grupach terapeutycznych.

### Historia i filozofia
Był autorem sekcji w specjalnym tomie Narodowej Encyklopedii Azerbejdżańskiej poświęconej historii rozwoju wiedzy naukowej w Azerbejdżanie od czasów starożytnych do początku XX wieku.
W 2012 w Moskwie Wszechrosyjska Biblioteka Literatury Zagranicznej Rudomino opublikowała zbiór wybranych, w tym niepublikowanych wcześniej dzieł azerbejdżańskiego filozofa i dramaturga XIX wieku Mirzy Fatali Akhund-Zadeh (Akhundov). Książka została wydana w dwóch językach: azerskim i rosyjskim. Kompilatorzy kolekcji, autorzy tłumaczeń, przedmowa i notatki prof. Farid Alakbarli i Ilya Zayzev.
Rok później w Nowym Jorku ukazała się książka "Memories of Baku" („Wspomnienia z Baku”). Autorem rozdziału, który opowiada historię Baku od czasów starożytnych do początku XX wieku, jest Farid Alakbarli. Książka jest bogato ilustrowana historycznymi zdjęciami Baku z XIX i początku XX wieku
Był autorem książki filozoficznej „Between Lie and Truth: Crisis of the Antihumane Civilization” ("Między kłamstwem a prawdą: kryzys antyhumanistycznej cywilizacji ”), opublikowanej w Baku w języku rosyjskim (2006) i azerskim (2010).

## Publikacje

### Książki w języku angielskim
Był autorem 12 książek w różnych językach.
- "Azerbaijan: medieval manuscripts, history of medicine, medicinal plants" („Azerbejdżan: średniowieczne rękopisy, historia medycyny, rośliny lecznicze”). Baku, 2005.
- "Medical Manuscripts of Azerbaijan" („Rękopisy medyczne Azerbejdżanu”). Baku, 2006
- jako współautor: "Memories of Baku" („Wspomnienia z Baku”). Edited by Nicolas V. Iljine. Text by Fuad Akhundov, Farid Alakbarli, Farah Aliyeva, Jahangir Selimkhanov, Tadeusz Swietochowski. New-York, Marquand Books, 2013.

### Artykuły naukowe
Był autorem 150 prac naukowych; artykuły edukacyjne i popularnonaukowe.
- Alakbarov Farid. Medicinal Properties of Cannabis According to Medieval Manuscripts of Azerbaijan. Journal of Cannabis Therapeutics. 1(2), 2001, pp. 3–15.
- Alakbarov Farid. Medicinal Plants Used in Medieval Azerbaijan Phytotherapy. Journal of Herbal Pharmacotherapy, 1(3), 2001, pp. 35–49.
- Alakbarov F.U. Aromatic Baths of Ancients. HerbalGram. The Journal of the American Botanical Council and the Herb Research Foundation. #57, 2003, pp. 23–32.
- Alakbarli Farid. Systematic Analysis of Animals used in Medieval Azerbaijan Medicine. Vesalius. Official journal of the International Society for the History of Medicine, 2006,XII, I, 3, pp. 18–22
- Edwin D. Lawson, Farid Alakbarli, Richard F. Sheil. Pronunciation and Meaning of Azeri Names, 2006
- Alakbarli Farid, Esmira Hajiyeva. "Tuhfat Al-Muminin" (1669 AD) by Muhammad Mumin as an Important Source on Traditional Islamic Medicine. Journal of the International Society for the History of Islamic Medicine. Vol. 6-7, No. 11-12-13-14, April–October 2007 – 2008, pp. 72–75
- Mohammadali M. Shoja, R. Shane Tubbs, Marios Loukas, Majid Khalili, Farid Alakbarli, Aaron A. Cohen-Gadol. Vasovagal syncope in the Canon of Avicenna: The first mention of carotid artery hypersensitivity. International Journal of Cardiology. ELSEVIER group of journals. 29 May 2009, Vol. 134, Issue 3, Pages 297-301
- Seyed Fazel Hosseini, Farid Alakbarli, Kamyar Ghabili, Mohammadali M Shoja. Hakim Esmail Jorjani (1042-1137 AD): Persian physician and jurist. Archives of gynecology and obstetrics. 10/2010; 284(3):647-50
- Edwin D. Lawson, Farid Alakbarli, Richard F. Sheil. The Mountains (Gorski) Jews of Azerbaijan: their Twenty-Century Naming Patterns. “These are the Names”. Studies in Jewish Onomastics. Vol. 5, Bar-Ilan University Press, Ramat Gan, 2011, p. 158-177